# Seckauer Tauern
Seckauer Tauern to podgrupa górska Niskich Taurów, pasma w austriackich Alpach Wschodnich. Grupa ta leży w kraju związkowym Styria. Ciągnie się do przełęczy Hohentauernpass do przełęczy Schoberpass. Graniczy z: Alpami Ennstalskimi na północy i wschodzie, Lavanttaler Alpen na południu oraz z Rottenmanner und Wölzer Tauern na zachodzie. Nazwa grupy pochodzi od miejscowości Seckau.
Schroniska: Sonnleitnerhütte (1215 m), Triebentalhütte (1104 m) i Hochreichhart-Schutzhaus (1483 m).
Najwyższe szczyty:
- Geierhaupt (2417 m)
- Hochreichart (2416 m)
- Seckauer Zinken (2398 m)
- Pletzen (2342 m)
- Kesseleck (2308 m)
- Grosse Ringkogel (2277 m)
- Himmeleck (2096 m)